# Balaguères
Balaguères é uma comuna francesa na região administrativa de Occitânia, no departamento de Ariège.